# IC 1009
IC 1009 ist eine Spiralgalaxie vom Hubble-Typ S im Sternbild Bärenhüter am Nordsternhimmel. Sie ist schätzungsweise 348 Millionen Lichtjahre von der Milchstraße entfernt und hat einen Durchmesser von etwa 70.000 Lj. 
Das Objekt wurde am 17. Juni 1892 vom französischen Astronomen Stéphane Javelle entdeckt.